# 姑獲鳥之夏
《姑獲鳥之夏》是京極夏彥的長篇推理小說，百鬼夜行（京極堂）系列第一作，也是作者的出道作。此書出版後，日本講談社創立了無文長限制的梅菲斯特獎（京極氏原本預定將此書投稿至文學獎，但由於篇幅過大，遠超出當時設立的文學獎的限定篇幅，索性直接投稿到講談社。）
此書於2005年由實相寺昭雄改編為電影。

## 發行信息
| 出版者                  | 出版日期      | 媒介                     | 頁數                | 書籍編碼                                        | 譯者               |
| ----------------------- | ------------- | ------------------------ | ------------------- | ----------------------------------------------- | ------------------ |
| 講談社                  | 1994年8月31日 | 講談社Novels（新書判）   | 430頁               | ISBN 9784061817982                              |                    |
| 講談社                  | 1998年9月14日 | 講談社文庫（文庫判）     | 630頁               | ISBN 9784062638876                              |                    |
| 講談社                  | 2003年8月     | 單行本                   | 621頁               | ISBN 9784062118279                              |                    |
| 講談社                  | 2005年4月16日 | 講談社文庫（分册文庫判） | [上]320頁 [下]352頁 | [上] ISBN 9784062750455 [下] ISBN 9784062750462 |                    |
| 獨步文化                | 2007年6月1日  | 繁體中文版（平裝書）     | 448頁               | ISBN 9789866954610                              | 林哲逸             |
| 世紀文景&上海人民出版社 | 2008年8月1日  | 簡體中文版（平裝書）     | 526頁               | ISBN 9787208077928                              | 林哲逸             |
| Vertical, Inc.          | 2009年8月18日 | 英文版（Paperback）      | 320頁               | ISBN 9781934287255                              | Alexander O. Smith |

## 劇情簡介
小說家關口巽最近聽到了一個關於久遠寺醫院的奇怪傳聞，於是拜訪老朋友——經營舊書店「京極堂」的中禪寺秋彥，期望京極堂可以提供解開真相的線索。關口向京極堂敘述了久遠寺家的女婿，也就是他們共同的舊友久遠寺牧朗在家裡的房間突然人間蒸發，並且他的妻子梗子已懷胎超過20個月。當問到京極堂「這到底可能嗎」的時候，京極堂平靜地回答「這世上沒有什麼不可思議之事」。
除了以上兩宗奇怪的事件之外，嬰兒連續死亡事件、代代相傳的「依附詛咒」，都籠罩在久遠寺家的周圍。京極堂察覺到真相的背後，竟然和關口的過去有着深遠的關係！牧朗的去向、孕婦之謎、久遠寺家的黑暗......京極堂通過驅魔，逐個解開這一個個的謎團。

## 登場人物

### 主要登場人物
關口 巽（Sekiguchi Tatsumi）
第一人稱的主述者；從中禪寺敦子那聽來久遠寺婦產科的傳聞，為了取材拜訪久遠寺婦產科醫院。
詳情請參閱「百鬼夜行系列#主要登場人物」。
中禪寺 秋彥（Chuuzenji Akihiko）
中禪寺敦子的哥哥，與關口是舊制高中的同學，經營一家名為「京極堂」的舊書店，副業是陰陽師。朋友用店名「京極堂」來稱呼他。是非常博學的人物。
詳情請參閱「百鬼夜行系列#主要登場人物」。
榎木津 禮二郎（Enokizu Reijirou）
私立「薔薇十字偵探社」的偵探。與中禪寺和關口是舊制高中高一年級的學長，木場的兒時玩伴。有著特殊的能力。
詳情請參閱「百鬼夜行系列#主要登場人物」。
中禪寺 敦子（Chuuzenji Atsuko）
告訴關口久遠寺婦產科醫院的傳聞。
詳情請參閱「百鬼夜行系列#主要人物的家人」。
木場 修太郎（Kiba Shuutarou）
東京警視廳搜查一課警察。
詳情請參閱「百鬼夜行系列#主要登場人物」。

### 久遠寺婦科醫院·久遠寺家
從四國來的傳女家族。祖上是諸侯御醫的家世，但也被「六部殺」和「座敷童子依附」的流言所困擾。
久遠寺 嘉親（Kuonji Yoshioya）
涼子、梗子的父親，醫院院長。曾是外科醫生。拒絕牧朗向梗子的求婚，但在牧朗留德後認同他與梗子的婚姻。
久遠寺 菊乃（Kuonji Kikuno）
涼子、梗子的母親，醫院事務長。令人聯想到武家妻女的夫人。深信牧朗仍潛藏在某處詛咒久遠寺家。
久遠寺 涼子（Kuonji Ryouko）
久遠寺家長女，大梗子一歲的姊姊，天生病弱。為了破解牧朗失蹤的真相而委託薔薇十字偵探社。根據榎木津的說法，曾與關口相遇過。
久遠寺 梗子（Kuonji Kyouko）
久遠寺家次女，牧朗之妻。牧朗失蹤後持續著超過20個月的懷孕。
久遠寺 牧朗（Kuonji Makio）
梗子入贅的丈夫，本姓藤野（ふじの）。關口與中禪寺學生時代的學長，當時的暱稱為藤牧。
學生時代在廟會來的某天對久遠寺梗子一見鍾情，透過關口傳送情書。此後向她的雙親求婚但被拒。留德習醫，接獲畢業證書後與梗子結婚，卻在夫妻的住處人間蒸發。

### 佣人、護士、相關人士
內藤 糾雄（Naitou Takeo）
住在醫院裡的見習醫生。牧朗失蹤時宣稱在對面的房間，然而榎木津說他當時與梗子一同在臥室。
菅野 博行（Sugano Hiroyuki）
久遠寺醫院的小兒科醫生。根據涼子的說法，被捲入戰爭中而死。似乎擁有「開不了的房間」的鑰匙。
澤田 時藏（Sawada Tokizou）
久遠寺家前傭人。祖母在路上倒下的時候被久遠寺家所救。牧朗失蹤後似乎害怕著什麼，躲到經營乾貨店的遠親梅本常子家裡。
澤田 富子（Sawada Tomiko）
久遠寺家前傭人，時藏的妻子。牧朗失蹤後，躲到梅本常子的家裡。
戶田 澄江（Toda Sumie）
曾在久遠寺醫院工作的護士。在公寓裡離奇死亡。
原澤 伍一（Harazawa Goichi）·原澤 小春（Harazawa Koharu）
三對不見了孩子的夫婦的其中一對。為此曾提起訴訟，但後來突然撤訴。

### 警察
青木 文藏（Aoki Bunzou）
東京警視廳搜查一課的警察，木場的部下。
木下 圀治（Kinoshita Kuniharu）
警察。木場的部下，青木的同僚。
里村 紘市（Satomura Kouichi）
法醫。比起三餐更喜歡解剖的怪人，但本事一流。

## 電影
由角川先驅映畫於2005年7月16日發行上映。導演是實相寺昭雄。票房收入5.5億日元。

### 演員
- 京極堂（中禪寺秋彦） - 堤真一
- 關口巽 - 永瀨正敏
- 久遠寺涼子／梗子（二役） - 原田知世
- 榎木津禮二郎 - 阿部寬
- 安和寅吉（和寅） - 荒川良良
- 木場修太郎 - 宮迫博之（雨後敢死隊）
- 青木文藏 - 堀部圭亮
- 中禪寺敦子 - 田中麗奈
- 中禪寺千鶴子 - 清水美砂
- 關口雪繪 - 篠原涼子
- 内藤赳夫 -
- 久遠寺牧朗 - 惠俊彰
- 久遠寺嘉親 - 須磨啟
- 久遠寺菊乃 - 石田步
- 原澤伍一 - 寺島進
- 戶田澄江 -
- 澤田富子 - 原知佐子
- 鳥口守彦 - 兒島雄一
- 里村紘一 - 阿部能丸
- 菅野博行 - 堀内正美
- 阿潤 - 鈴木砂羽
- 紙芝居屋 - 三谷昇
- 水木茂（傷痍軍人） - 京極夏彥

### 製作
- 監督 - 實相寺昭雄
- 腳本 - 豬爪慎一
- 製片人 - 小椋事務所
- 攝影 - 中堀正夫
- 编辑 - 矢船陽介
- 美術 - 池谷仙克
- 音樂 - 池邊晉一郎
- 照明 - 牛場賢二

## 漫畫
由漫畫化。

### 發行信息
日文版
由角川書店、怪COMIC發售。已完結。
1. 2013年7月19日發售 ISBN 9784041207666
2. 2014年1月25日發售 ISBN 9784041209752
3. 2014年10月24日發售 ISBN 9784041022405
4. 2015年1月24日發售 ISBN 9784041022412
中文版
由台灣角川代理發行。
1. 2014年7月10日發售 ISBN  9789863660651
2. 2015年5月14日發售 ISBN 9789863664987
3. 2015年9月10日發售 ISBN 9789863667155
4. 2016年4月20日發售 ISBN 9789864730476

## 外部連結
- （日語） http://bookclub.kodansha.co.jp/bc2_bc/search_view.jsp?b=2638878（页面存档备份，存于）
- （日語） http://www.kadokawa-pictures.jp/official/ubume/（页面存档备份，存于） :
- （日語） http://www.allcinema.net/prog/show_c.php?num_c=321009（页面存档备份，存于） - allcinema
- （简体中文） 姑获鸟之夏(豆瓣) - 豆瓣读书（页面存档备份，存于）
- （简体中文） 姑获鸟之夏 Summer of Ubume(2005) - 時光網